# International Society of Drug Bulletins
Die International Society of Drug Bulletins (ISDB) ist ein weltweites Netzwerk von industrieunabhängigen Bulletins und Fachzeitschriften. Sie wurde 1986 mit Unterstützung des WHO-Regionalbüros Europa gegründet. Die Mitglieder veröffentlichen Informationen über Arzneimittel und Therapien. Der jährliche Mitgliedsbeitrag liegt je nach Budget der Organisation zwischen 45 und 900 Euro, in begründeten Fällen ist eine Beitragsfreistellung möglich.

## Mitglieder
In Europa sind 37 Organisationen Mitglied. Deutschsprachige Mitglieder sind u. a. Arzneiverordnung in der Praxis (AVP), Arznei-Telegramm, Der Arzneimittelbrief, Pharma-Brief (BUKO Pharma-Kampagne), Pharmainformation, Pharma-Kritik (Infomed). und Gute Pillen – Schlechte Pillen (Ein Gemeinschaftsprojekt der ISDB-Mitglieder DER ARZNEIMITTELBRIEF, arznei-telegramm, Pharma-Brief und AVP.)